# エリナー・レミック・ウォーレン

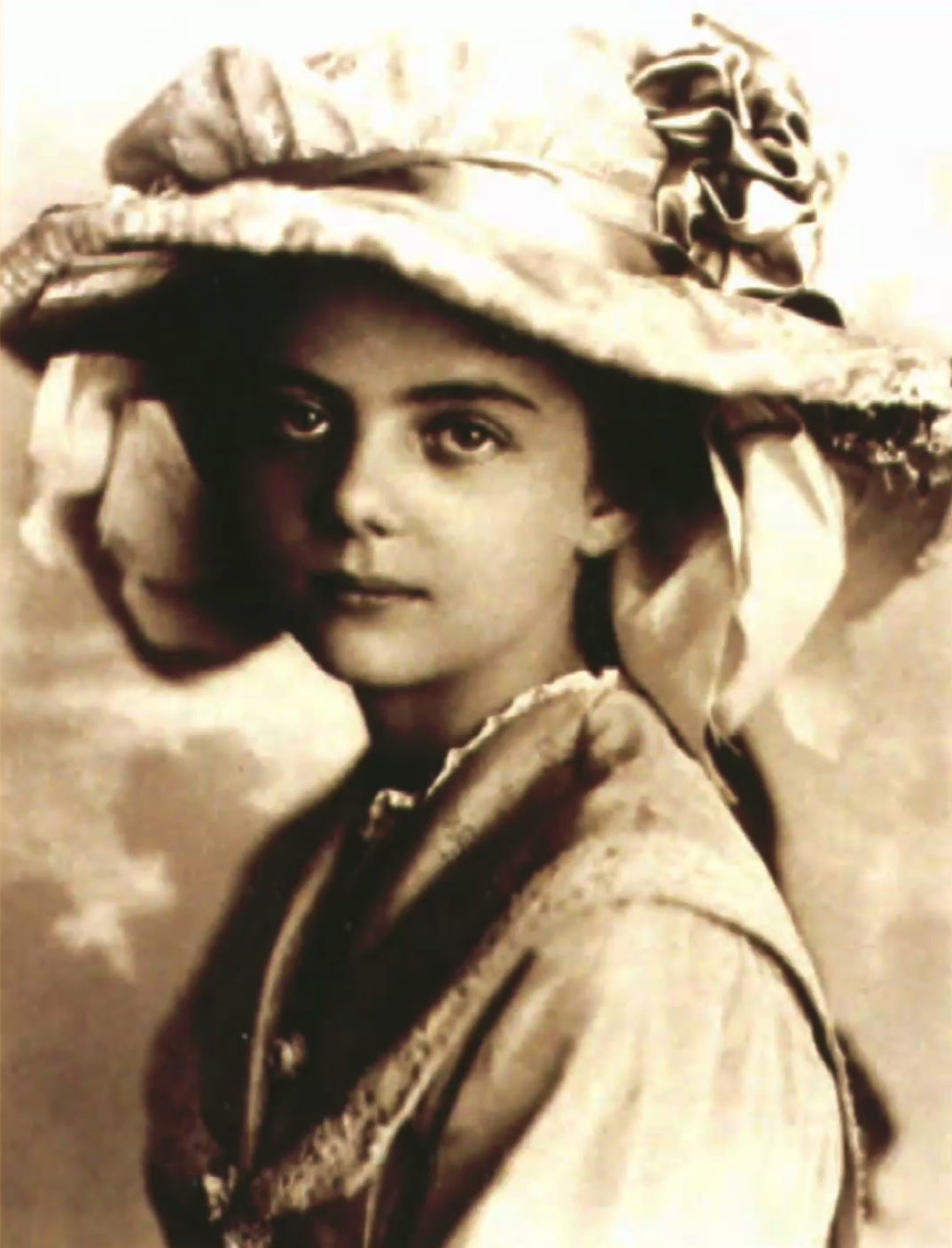
エリナー・レミック・ウォーレン（1913年）

エリナー・レミック・ウォーレン（Elinor Remick Warren、1900年2月23日 – 1991年4月27日）は、アメリカ合衆国の作曲家でありピアニストである。20世紀のアメリカにおける新ロマン主義音楽の重要な作曲家の一人として知られている。

## 生涯
ウォーレンは1900年2月23日、カリフォルニア州ロサンゼルスに生まれた。音楽的な環境で育ち、母親はフランツ・リストの弟子に師事したピアニストであり、父親はプロの歌手を目指したアマチュアのテノール歌手であった。ウォーレンは高校時代を通じてキャスリン・コックにピアノを、ガートルード・ロスに作曲を学んだ。高校卒業前に音楽出版社シックマーと最初の出版契約を結んだ。
高校卒業後、ウォーレンはハロルド・バウアーとレオポルド・ゴドフスキーにピアノを師事した。ミルズ・カレッジに1年間在籍した後、ニューヨークに移り、フランク・ラ・フォージとクラレンス・ディキンソンという2人の作曲家から個人的に指導を受けた。彼らはアートソングの分野で知られていた。ウォーレンは歌手の伴奏者として生計を立て、コントラルト歌手マーガレット・マッツェナウアーとのツアーを行った。
その後、ウォーレンはロサンゼルスを拠点として作曲活動の大部分を行った。当時、新しいアメリカ音楽の中心はニューヨークと考えられていたため、これは異例の選択であった。しかし、彼女の作品は生涯を通じて広く演奏された。

## 音楽スタイルと作品
ウォーレンの作曲スタイルは、主に新ロマン主義的である。彼女の作品は、サミュエル・バーバーやハワード・ハンソンといった同時代の新ロマン主義の作曲家と並び称される。彼女は生涯で200曲以上の作品を作曲しており、合唱曲や合唱と管弦楽のための作品が多くを占める。
彼女の音楽のインスピレーション源は、アメリカ西部の風景（「クリスタル・レイク」「歌う地球」「西海岸沿い」など）や、アーサー王伝説のような神秘的なテーマ（「アーサー王の伝説」など）であった。1959年に作曲された「アブラムはエジプトにて」は、死海文書のテキストを取り入れた最初の作品の一つである可能性がある。
主要な作品には以下のものが挙げられる。
- 「ハープ織り」（The Harp Weaver）（1932年）: 女性合唱、管弦楽、バリトン独唱のための大作。1936年にニューヨークで初演され、高く評価された。
- 「アーサー王の伝説」（The Legend of King Arthur）（初版1936年、改訂1974年）: 合唱交響曲。アルフレッド・テニスンの「国王牧歌」に基づいている。初版は「アーサー王の死」と題された。
- 「クリスタル・レイク」（The Crystal Lake）（1946年）
- 「歌う地球」（Singing Earth）（1950年、1978年改訂）
- 「西海岸沿い」（Along the Western Shore）（1954年）
- 「アブラムはエジプトにて」（Abram in Egypt）（1959年）
- 「レクイエム」（Requiem）（1966年）

彼女の作品は、ロジャー・ワグナー合唱団、バリトン歌手トーマス・ハンプソン、オスロ・フィルハーモニー管弦楽団、ロイヤル・スコティッシュ・ナショナル管弦楽団、BBC管弦楽団など、多くのアーティストやアンサンブルによって録音されている。ウォーレン自身もピアノ作品やピアノと声楽のための作品を多数録音している。

## 評価と遺産
ウォーレンはピアニストとしても作曲家としても高い評価を得ていた。ロサンゼルス・フィルハーモニー管弦楽団とは2度ソリストとして共演し、さまざまな歌手との共演でいくつかの録音を残している。
彼女は、ASCAP（アメリカ作曲家・著作者・出版者協会）の年間賞を「独自の権威あるカタログを持つ会員」として1962年から1980年代後半まで継続的に受賞している。1961年には「アブラムはエジプトにて」で国際的な賞を受賞した。
1991年にウォーレンが死去した後、1996年にエリナー・レミック・ウォーレン協会が設立された。この協会は、彼女の音楽を広め、アメリカのクラシック声楽を促進することを目的としている。彼女の自筆譜やその他の資料は、アメリカ議会図書館のエリナー・レミック・ウォーレン・コレクションに所蔵されている。